# Incheon Namdong Asiad Rugby Field
Incheon Namdong Asiad Rugby Field (tiếng Hàn: 남동아시아드럭비경기장) là một sân vận động đa năng nằm ở Incheon, Hàn Quốc. Sân được sử dụng cho các trận đấu bóng bầu dục và bóng đá. Đây là sân nhà của Incheon Hyundai Steel Red Angels thuộc WK League. Sân vận động này cũng tổ chức các môn thi đấu của bóng bầu dục bảy người tại Đại hội Thể thao châu Á 2014.